# Флотов, Юлий фон
Юлий фон Флотов (нем. Julius von Flotow; 9 марта 1788 — 15 августа 1856) — немецкий ботаник.

## Биография
Получив образование в кадетском институте в Штольпе, Флотов поступил офицером в драгунский полк и участвовал в походах 1806—1807 гг. Вернувшись на родину, Флотов занялся ботаникой, но в 1802 году опять вступил в полк. При Гросгёршене был тяжело ранен. Во время лечения он сошёлся с силезскими ботаниками и заинтересовался мхами и лишайниками. Участвуя затем в походе во Францию, Флотов продолжал заниматься изучением споровых растений. В 1832 году Флотов вышел в отставку и вскоре достиг известности лучшего знатока лишайников. Флотов определял многие коллекции экзотических лишайников. Бреславский университет присудил ему в 1856 году почётный диплом доктора философии.

## Эпонимы
В честь фон Флотова в 1826 году был назван род растений Flotovia Spreng. семейства Астровые (Asteraceae).

## Труды
- «Reisebericht über eine Excursion nach einem Theile des südöstlichen Riesengebirges» («Beiblätter zur Flora», 1836, стр. 1—60);
- «Lichenen des Reisevereins» («Linnaea», 1843);
- «Ueber Haematococcus pluvialis» («Nova Acta Acad. Caesar. Leopold. Carol.», т. XX, часть II, 1844);
- «Dr. Rabenhorsts Lichenes Italici» («Linnaea», 1848);
- «Ueber Collemaceen» («Linnaea», 1850);
- «Lichenes Florae Silesiae» («Jahresber. d. schles. Gesellsch. f. Naturkunde», 1849 и 1850);
- «Lichenen. vorzüglich in Schlesien, der Mark und Pommern gesammelt. Mit. Text» (т. 1—4, 1—228, Hirschberg, 1829).